# Vervactor
Vervactor w mitologii rzymskiej był bogiem rolnictwa i wegetacji. Wraz z Obaratorem i Redaratorem patronował pracom polnym. Vervactor patronował pierwszej orce.